# Jüdischer Friedhof Schwalenberg

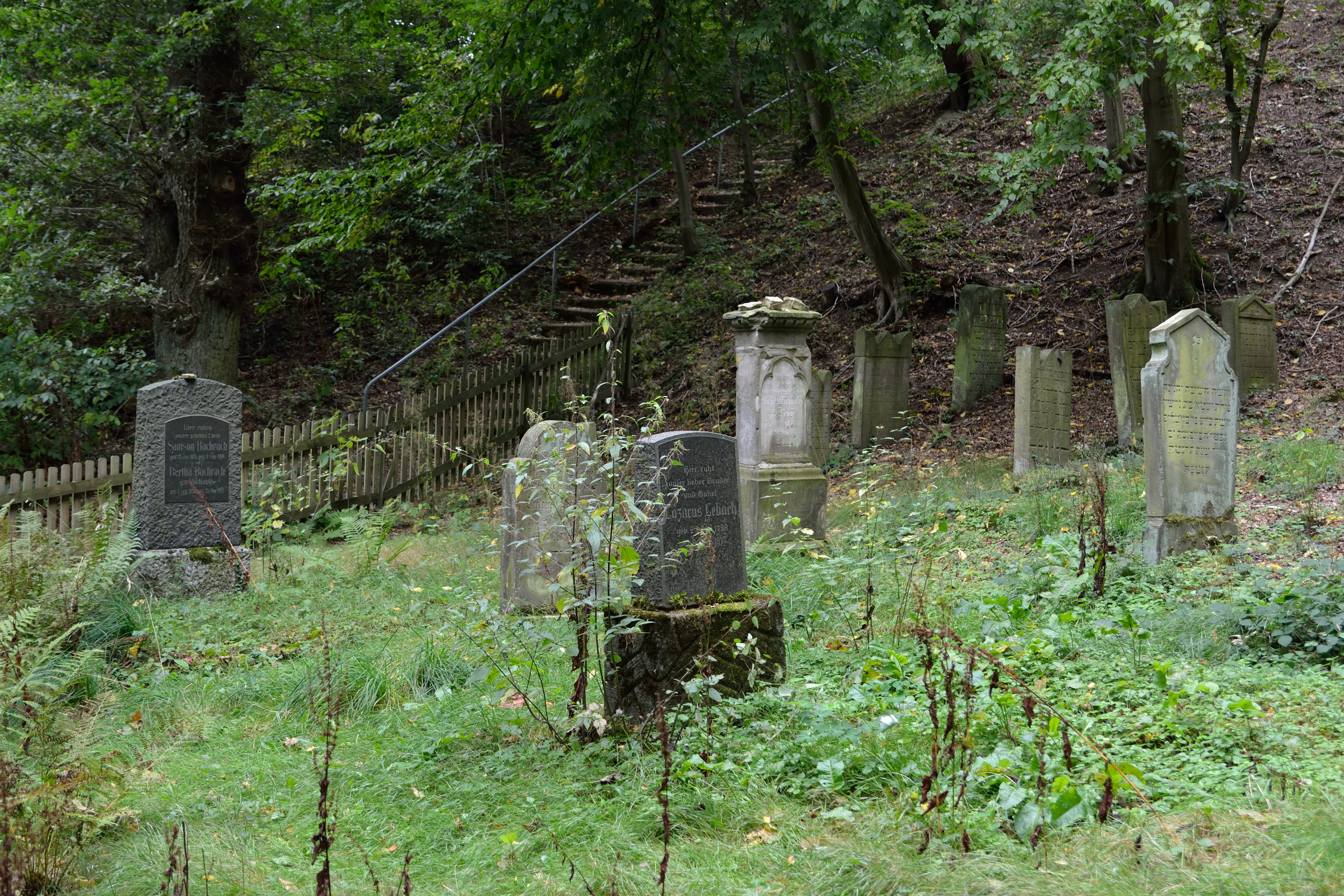
Jüdischer Friedhof Schwalenberg

Der jüdische Friedhof ist eine denkmalgeschützte Anlage in Schwalenberg, einem Stadtteil von Schieder-Schwalenberg im nordrhein-westfälischen Kreis Lippe in Deutschland.
Die Begräbnisstätte für jüdische Bürger befindet sich am Südhang des Burgberges. Sie wurde in der Mitte des 18. Jahrhunderts angelegt und bis 1922 zur Bestattung benutzt. Während der Zeit des Nationalsozialismus wurde der Friedhof mehrfach verwüstet. Die Anlage besteht aus 55 Begräbnisstätten; 47 sind durch Grabsteine mit hebräischer und/oder deutscher Inschrift versehen. Nach 1945 wurden die Grabsteine neu angeordnet.